# Pseudococcus notabilis
Pseudococcus notabilis är en insektsart som beskrevs av Leonardi 1918. Pseudococcus notabilis ingår i släktet Pseudococcus och familjen ullsköldlöss.
Artens utbredningsområde är Italien. Inga underarter finns listade i Catalogue of Life.